# Cistothorus
 Cistothorus és un gènere d'ocells de la família dels troglodítids (Troglodytidae) que viu en diferents hàbitats de la zona Neotropical.

## Taxonomia
Segons la Classificació del Congrés Ornitològic Internacional (versió 14.2, 2024) aquest gènere està format per cinc espècies:
- Cistothorus stellaris - cargolet de plana septentrional.
- Cistothorus meridae - cargolet de Mérida.
- Cistothorus apolinari - cargolet d'Apolinar.
- Cistothorus platensis - cargolet de plana meridional.
- Cistothorus palustris - cargolet d'aiguamoll.